# セシュ＝シュル＝ル＝ロワール
セシュ＝シュル＝ル＝ロワール （Seiches-sur-le-Loir）は、フランス、ペイ・ド・ラ・ロワール地域圏、メーヌ＝エ＝ロワール県のコミューン。

## 地理
ボージュ地方にあるアンジューのコミューンで、アンジェの北東約19キロメートルに位置している。コミューンの面積は主として、マトフロン集落の丘の中腹を流れるロワール川の湾曲部に広がっている。

## 歴史

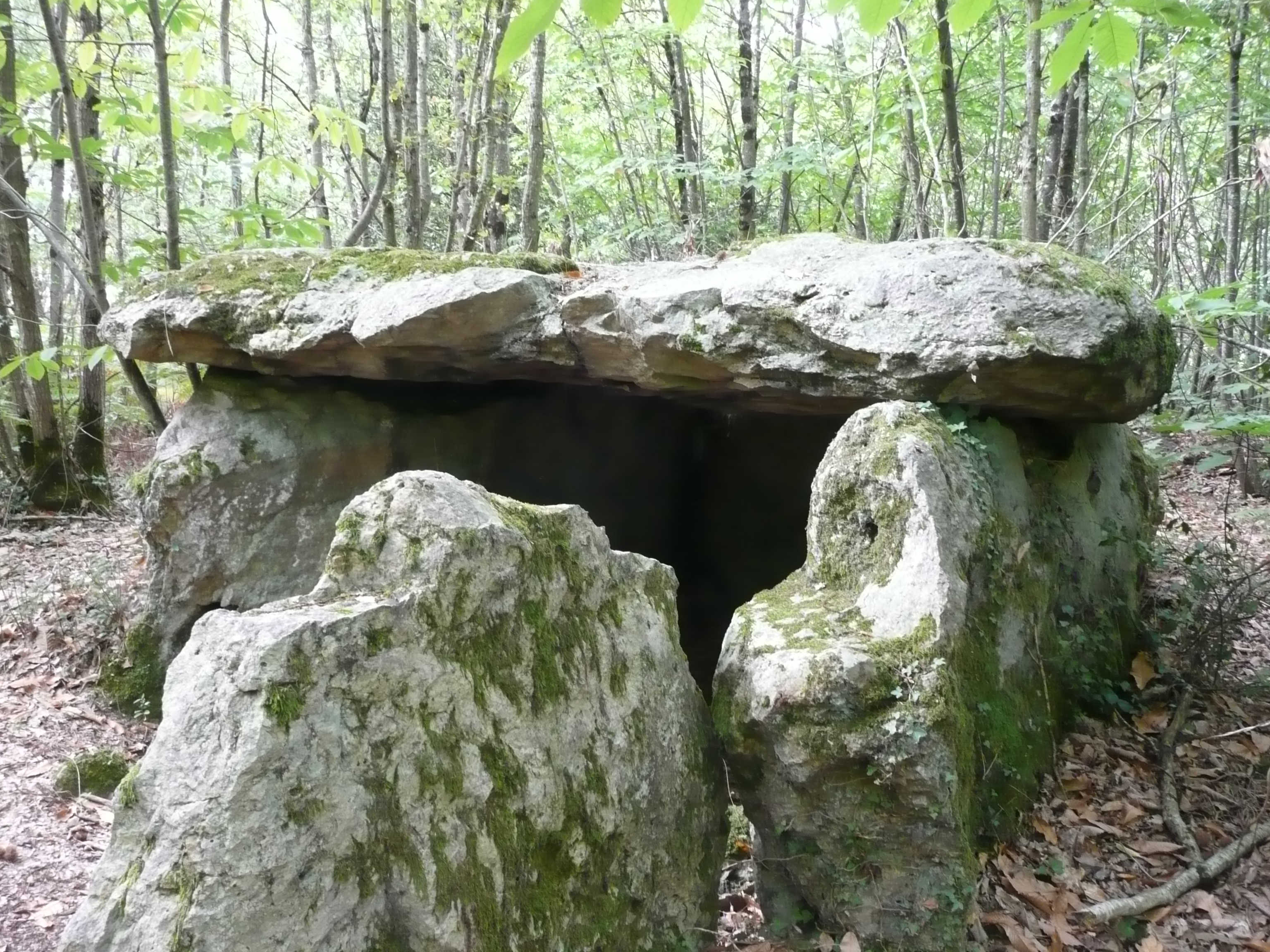
オオカミの岩

マトフロンの丘には新石器時代の遺構が残る。それは『オオカミの岩』と呼ばれるドルメンである。ドルメンの保存状態は非常に良い。縦横長さ4mの正方形の石のテーブルが、3つの大きな石のブロックで支えられている。
セシュと、近接するコミューンのマルセでは、ガロ＝ローマ時代の遺構がある。
1028年、アンジュー伯フルク・ネラの妻イルドガルドは、アンジェのロンスレ修道院の修道女たちに寄進を行った。フルク・ネラは『重罪犯を屈従させる』ため（mater les félons）ロワール川を見下ろす城を建設している。これがマトフロン（Matheflon）の語源である。
マトフロン家は、マトフロンのドメーヌを代々支配したアンジューの領主家系だった。彼らはシャロシェ修道院を菩提寺としていた。
15世紀、ピエール・ド・ロアン＝ジエは、ヴェルジェ城という大きな城を築いた。城はその後一部がロアン枢機卿によって壊されている。

## 人口統計
| 1962年 | 1968年 | 1975年 | 1982年 | 1990年 | 1999年 | 2008年 | 2013年 |
| ------ | ------ | ------ | ------ | ------ | ------ | ------ | ------ |
| 2260   | 2199   | 2168   | 2207   | 2248   | 2412   | 3012   | 2974   |

参照元:1962年から1999年まで人口の2倍カウントなし。1999年までEHESS/Cassini、2004年以降INSEE

## ギャラリー

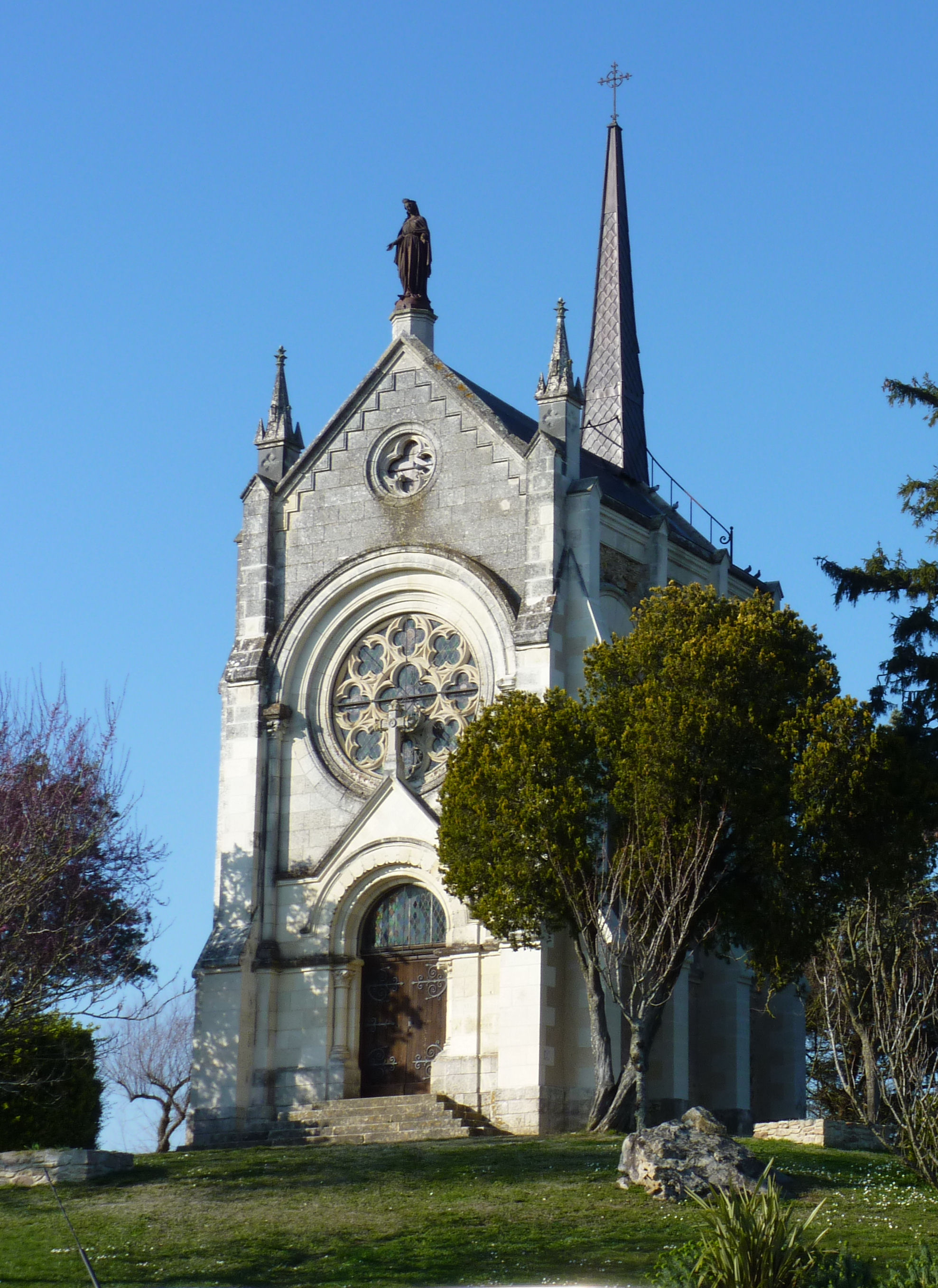
マトフロン礼拝堂
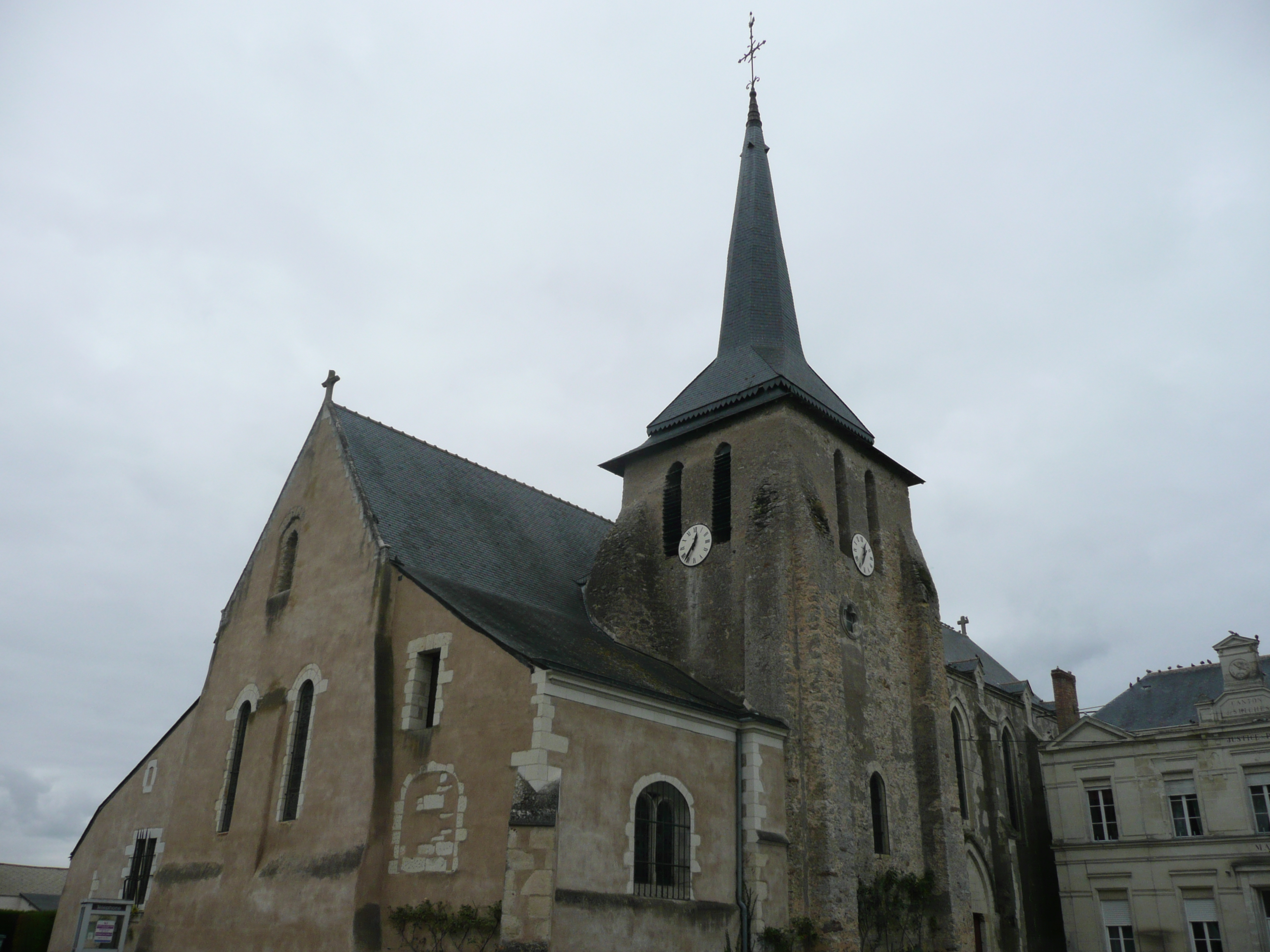
サントーバン教会
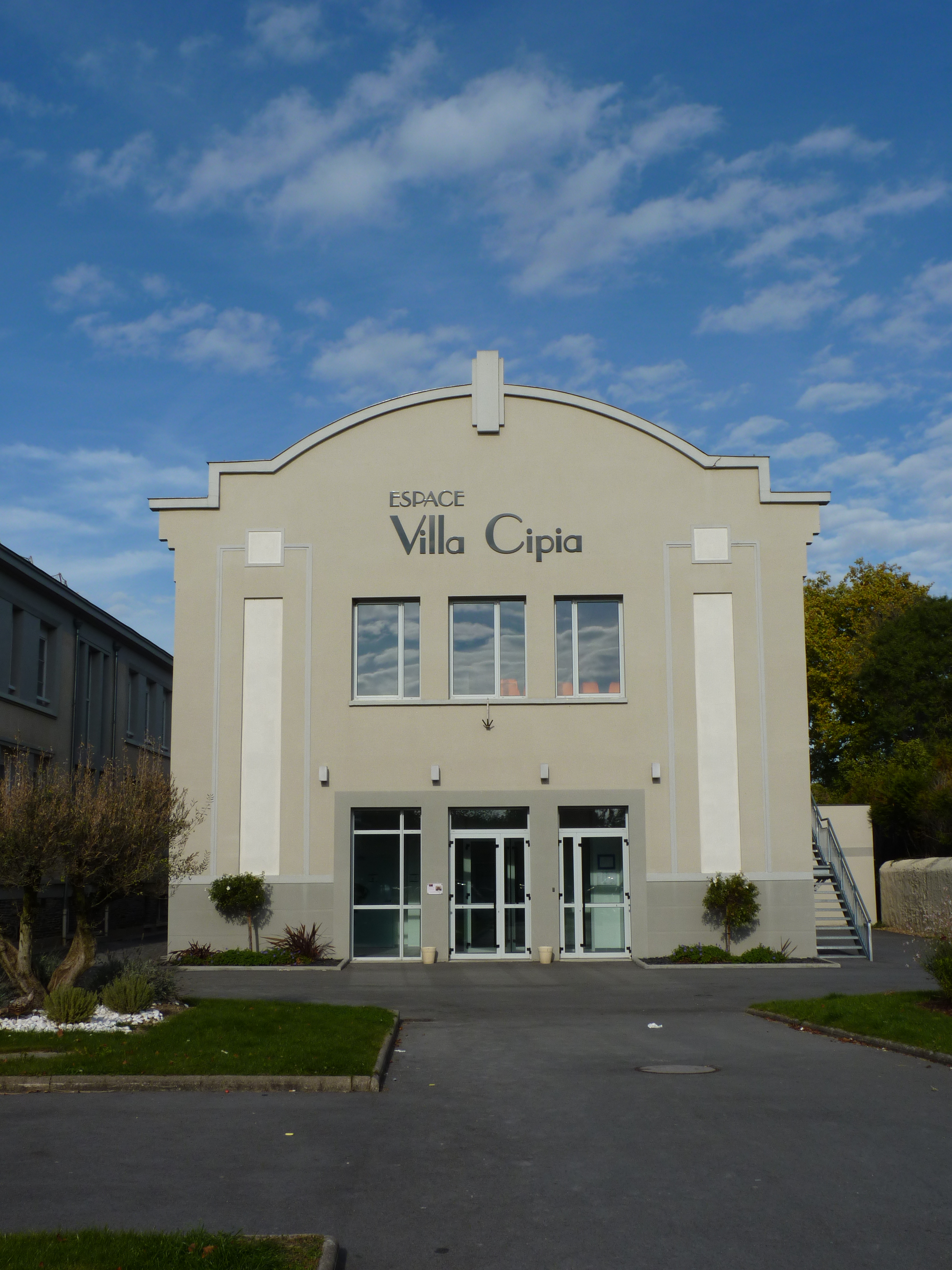
ヴィラ・シピア
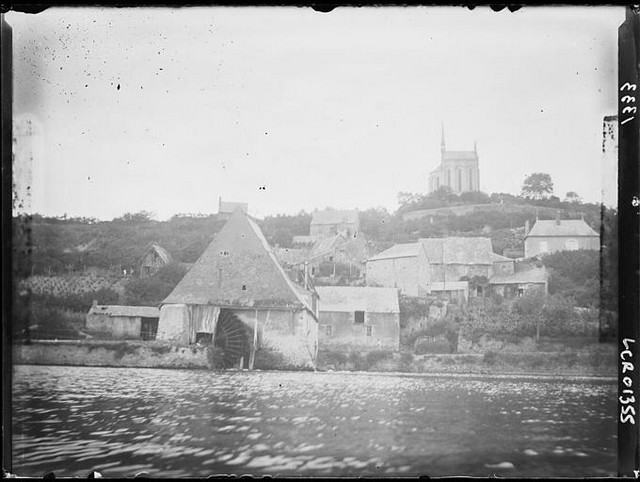
1890年代に撮影されたマトフロン礼拝堂と風車

## 姉妹都市
- オニャ、スペイン[8]
- エアレンバッハ (ハイルブロン郡)、ドイツ